# Franc Mezer

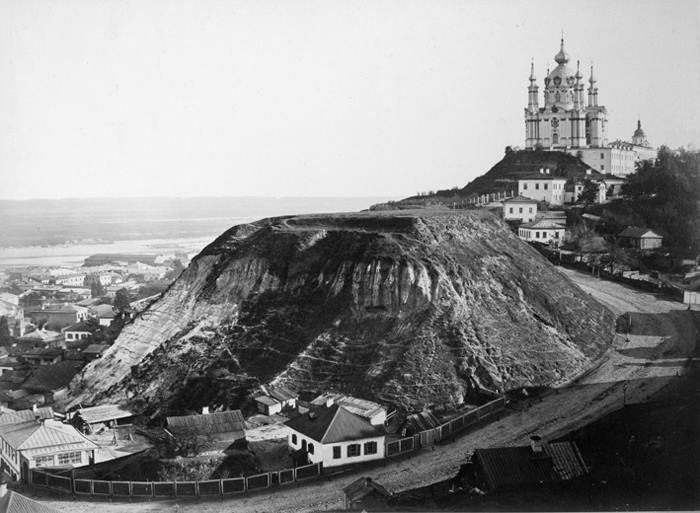
Kostel svatého Ondřeje, Kyjev

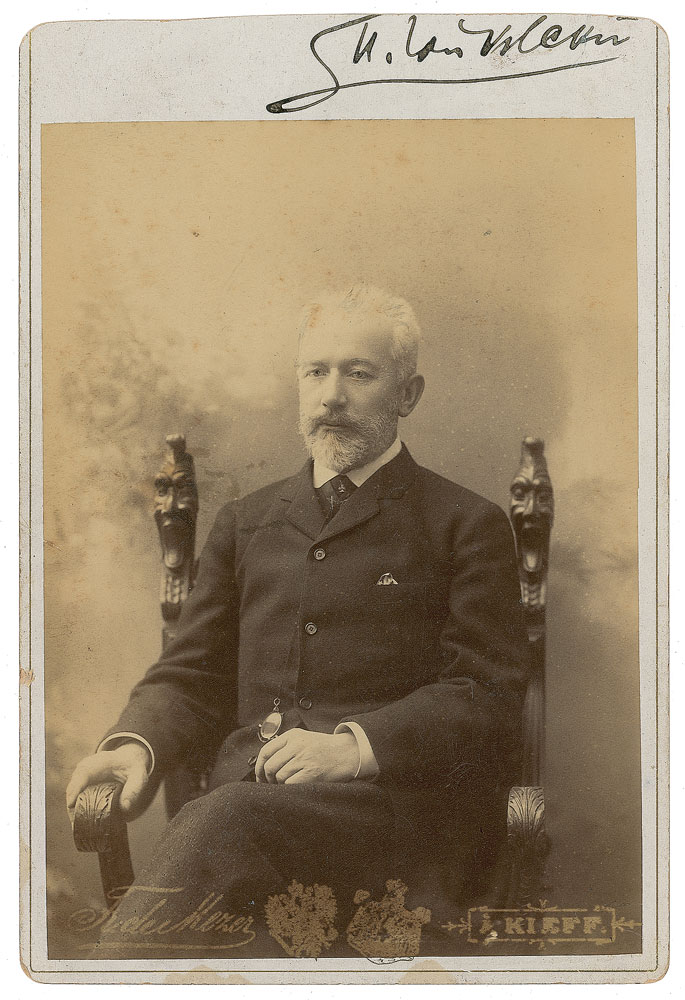
Petr Iljič Čajkovskij

Francišek Kazymirovyč Mezer (polsky Franciszek de Mezer; 1830, Volyně – 1922, Kyjev) byl kyjevský umělec a fotograf. Učil kreslení na Kyjevském institutu šlechtických dívek. Měl oficiální status fotografa na univerzitě sv. Vladimíra v Kyjevě. Vešel do historie jako mistr kvalitních fotografií, pohledů na starý Kyjev. V Národní vědecké knihovně V. A. Vernadského se dochovalo jeho album starověkých fotografií Kyjeva z konce 19. století a počátku století dvacátého.

## Životopis
Narodil se v roce 1830 ve Volyni. Jeho otec a dědeček se zabývali výrobou porcelánu a kameniny, jejich továrna byla v Evropě známá svými výrobky: krby, nádobí, kachle. Vystudoval malbu na Akademii umění ve Vídni. V roce 1852 přišel do Kyjeva s diplomem umělce. Svou kariéru zahájil jako učitel kresby na Institutu šlechtických dívek. Zamiloval se do Aliny Adamivny, žačky ústavu, se kterou se později oženil.
Na počátku padesátých let 19. století se v Kyjevě otevřelo první fotografické studio. Mezer se začal extrémně zajímat o nový druh výtvarného umění. Koupil fotoaparát, stativ, skleněné desky, chemické roztoky a začal experimentovat. Postupem času si vytvořil vlastní styl, zvládl portrétní umění jako profesionální umělec.
V prosinci 1865 otevřel Franc Mezer vlastní studio a stal se jedním z průkopníků kyjevské fotografie. Svoji dílnu umístil v srdci města – na rohu Chreščatyka a Proriznoi, v přízemí domu generála Krylova v pronajatých prostorách. Fotografické studio se brzy stalo jedním z nejslavnějších v Kyjevě.
Zpočátku nabízel zákazníkům dvě velikosti fotografií: vizitky (6 x 10) a kabinetky (11 x 16). Později si mohli zákazníci objednat luxusní fotoalba zarámovaná v kožených vazbách a také dárkové knihy s fotografickými výhledy na Kyjev.
Pořizoval portréty Kyjevanů a pohledy na město. K tomu potřeboval od policie celou řadu povolení. Mezer byl jednou odvezen na policejní stanici kvůli fotografování esplanády před pevností. Fotograf si myslel, že je to jen krásná pustina, a četníci si mysleli, že je Franc Mezer turecký špion nebo polský sabotér. Získat povolení bylo nutné také pro fotografování pohledů na město a také speciální povolení pro fotografování vysokých úředníků při obřadech, přehlídkách a jiných hromadných akcích.
V roce 1871, šest let po otevření ateliéru, měl fotograf dost peněz na koupi pozemku na prestižním Chreščatyku. V roce 1872 začal Franc Kazimirovič stavět výnosný obytný komplex – největší v té době v Kyjevě. Drahé byty byly určeny k pronájmu bohatým klientům. Vysoký stav budovy byl zdůrazněn neslýchanou svěží fasádou. Obytný komplex, který se skládal z elegantního čtyřpodlažního cihlového domu na ulici a přístavku, byl postaven na úvěru ve výši 100 tisíc rublů. Na dokončení stavby však nebyl dostatek finančních prostředků. Mezer požádal společnost Mutual Credit Society o navýšení objemu půjčky, protože dům byl téměř hotový, ale byl odmítnut. Se soukromými prostředky jeho přátel byla stavba v roce 1873 dokončena. Mezer přestěhoval fotografické studio do vlastního domu.
Franc Mezer se ale nemohl dostat z dluhové pasti – měl mnohem více nezaplacených závazků než získal za pronájem bytů. Řada věřitelů podala na Mezera žalobu a požadovala po něm násilné vymáhání dlužných částek. Soud prohlásil fotografa za insolvenčního a roku 1874 byl pozemek a obytný komplex vydražen. Dům koupila zemská banka Poltava.
Od roku 1874 do roku 1918 pokračoval v práci ve svém fotoateliéru na Chreščatyku. Franc Mezer zůstal nejoblíbenějším fotografem v Kyjevě. Celá aristokratická elita města se snažila pořídit svůj vlastní portrét. Mistr na těchto portrétech zbohatl, vydělával až 40 tisíc rublů ročně a stal se nejbohatším kyjevským fotografem. V roce 1895 oslavil Franc Kazimirovič 30. výročí své firmy. Kyjevský tisk jej označil za posledního mohykána – byl jediný ze všech kyjevských průkopníků fotografie, který pokračoval v práci. Jeho fotografickým studiem na Chreščatyku prošlo několik generací Kyjevanů. Za 30 let fotograf vytvořil 137 800 snímků (negativů), z nichž vytiskl 1,5 milion fotografií.
V roce 1915, kdy se Kyjev stal městem v první linii, oslavil umělec půlstoletí výročí svého podnikání. V roce 1918 zaútočili bolševici na Kyjev a prohlásili, že jeho fotoaparáty a příslušenství jsou zabaveny jako luxusní zboží. U 88letého fotografa se objevili čekisté, zabavvovali vybavení a většinu neocenitelných negativů. Poté Franc de Mezer uzavřel svou slavnou společnost. V roce 1922 zemřel na infarkt.

## Sociální aktivity
- Byl aktivním členem Kyjevské literární a umělecké společnosti. Přátelil se s Lesjou Ukrajinkou, Lvem Šestovem a Nikolajem Berďajevem.

## Ceny a vyznamenání
Franc de Messer se opakovaně účastnil mezinárodních výstav. Jeho práce získaly šest zlatých medailí, čtyři stříbrné a mnoho čestných diplomů. Měl oficiální status fotografa na univerzitě sv. Vladimíra v Kyjevě. Za album s výhledy na Kyjev císař Alexandr III. daroval pánovi zlaté hodinky s řetízkem. Jeho manželka, císařovna Maria Sofie Dánská pamětní prsten. A neteř Alexandra II., Olga Konstantinovna, která se stala manželkou řeckého krále Jiřího I., udělila Franci de Mezerovi titul „fotograf dvora jejího Veličenstva, královny Řeků“.

## Kyjev na fotografiích France de Mezera

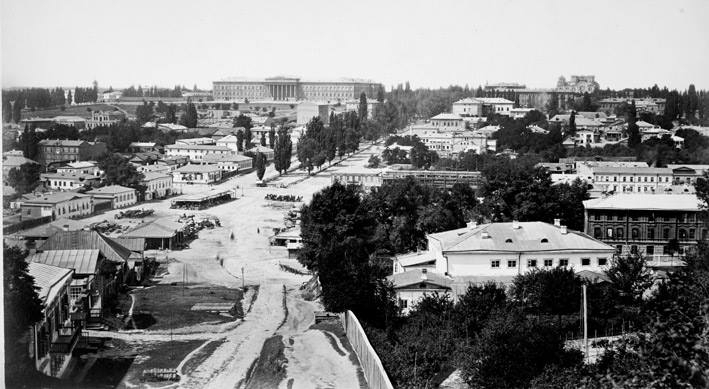
Bessarabka, Bibikovskyj boulevard, Kyjevská univerzita
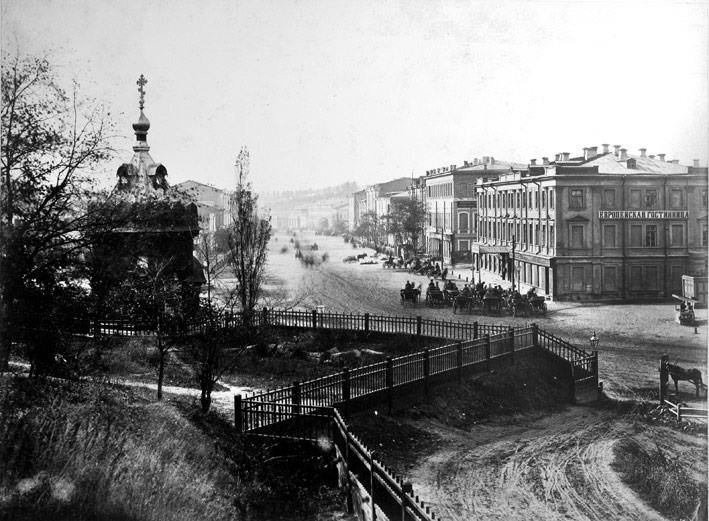
Evropské náměstí
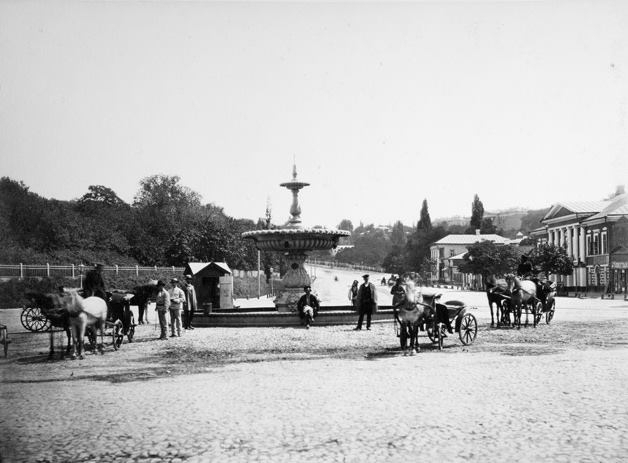
Kašna „Ivan“ na Evropském náměstí
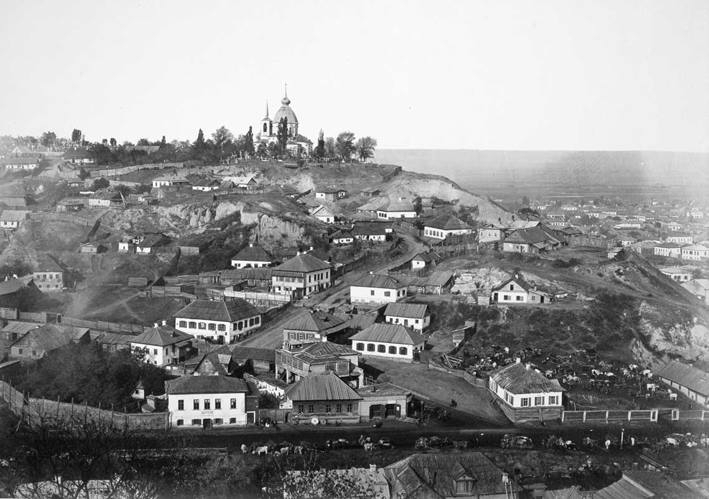
Hora Ščekavycja
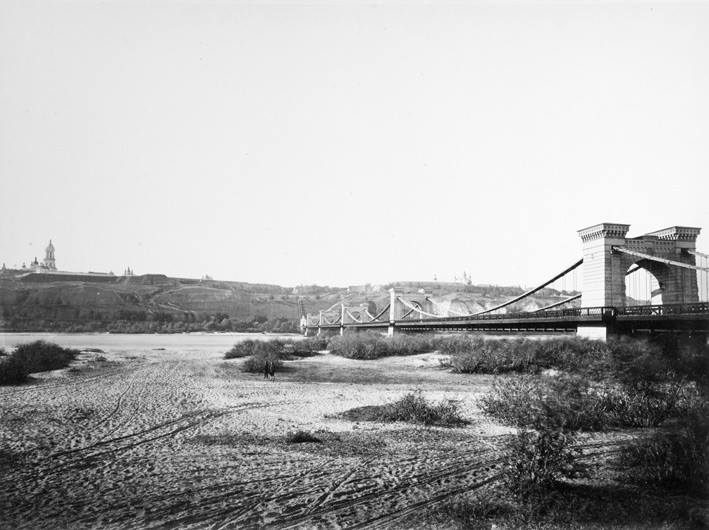
Řetězový most přes Dněpr

## Galerie

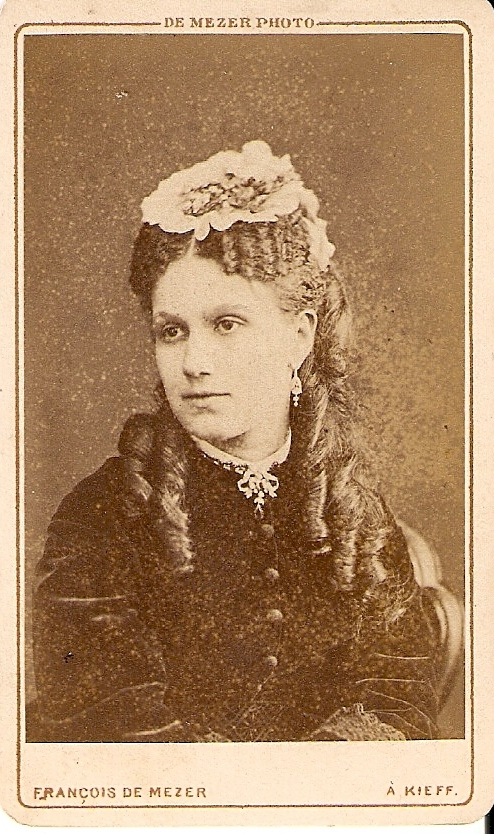
Portrét ženy
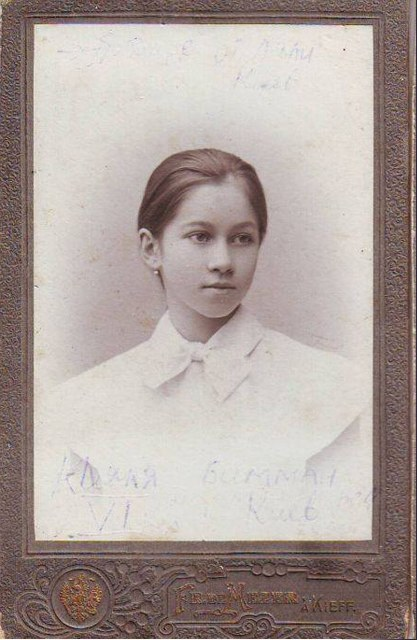
Portrét dívky
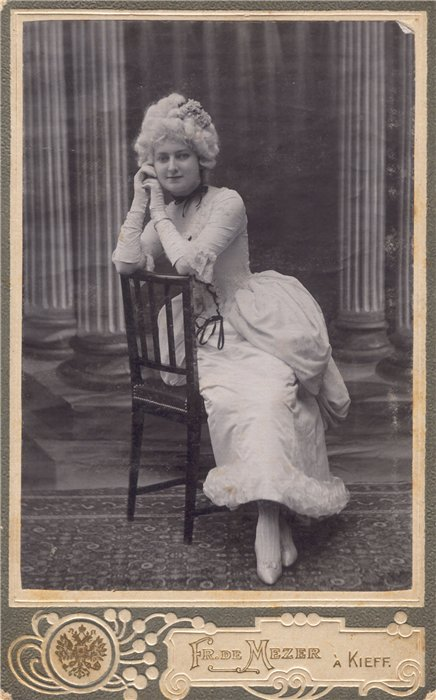
Portrét
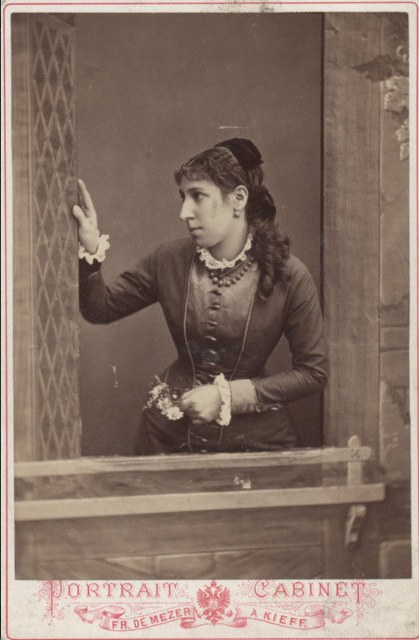
Portrét ženy
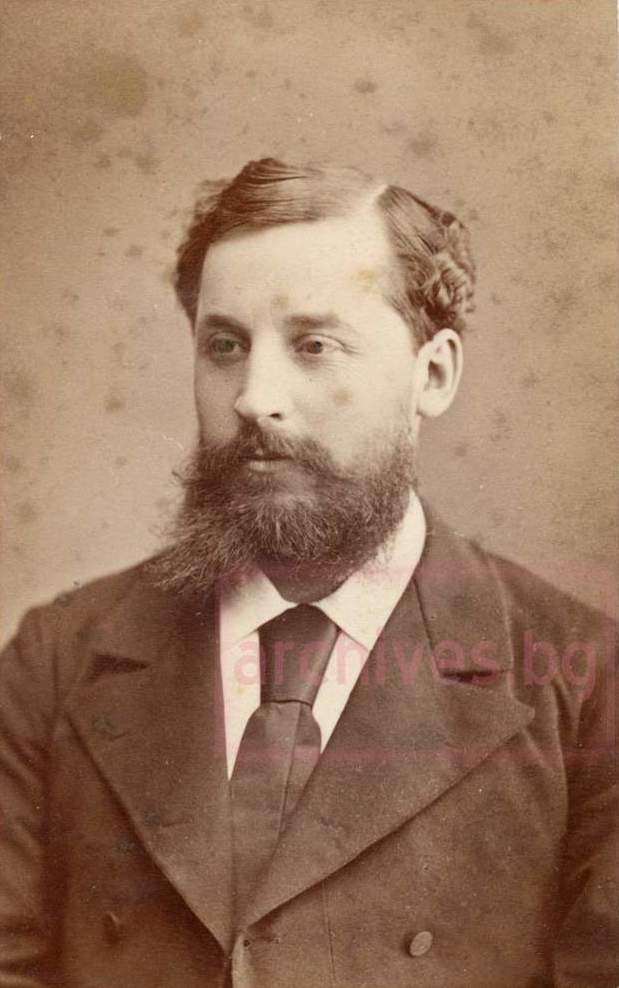
Georgi Kandilarov, 5. května 1883
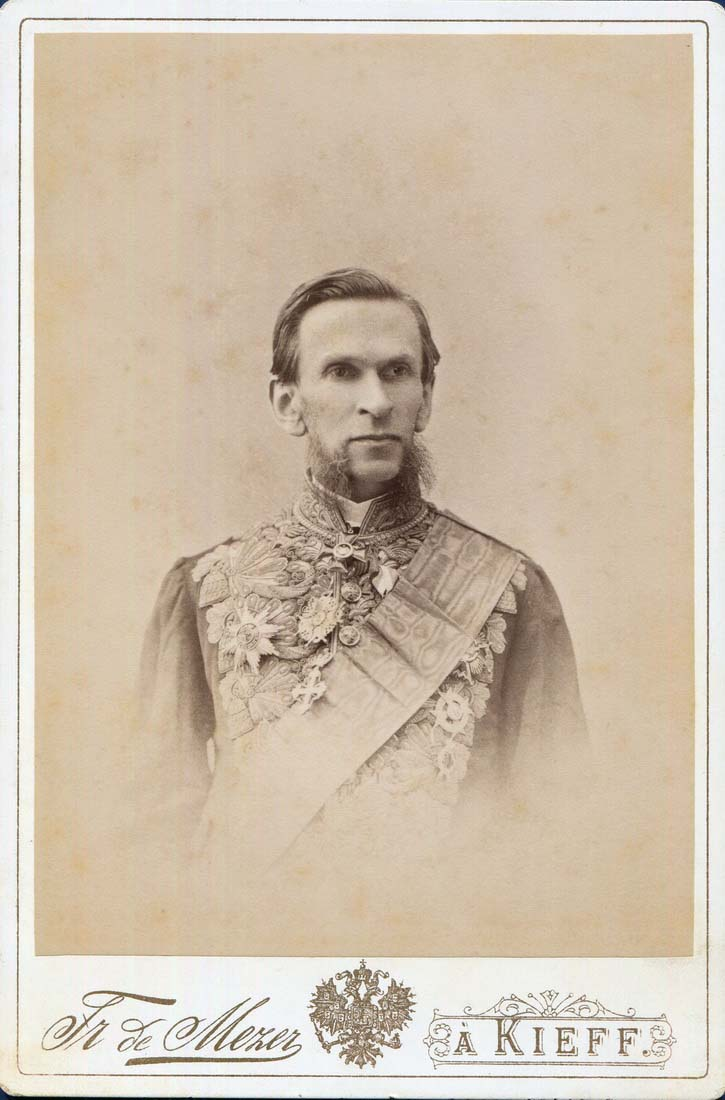
Portrét muže
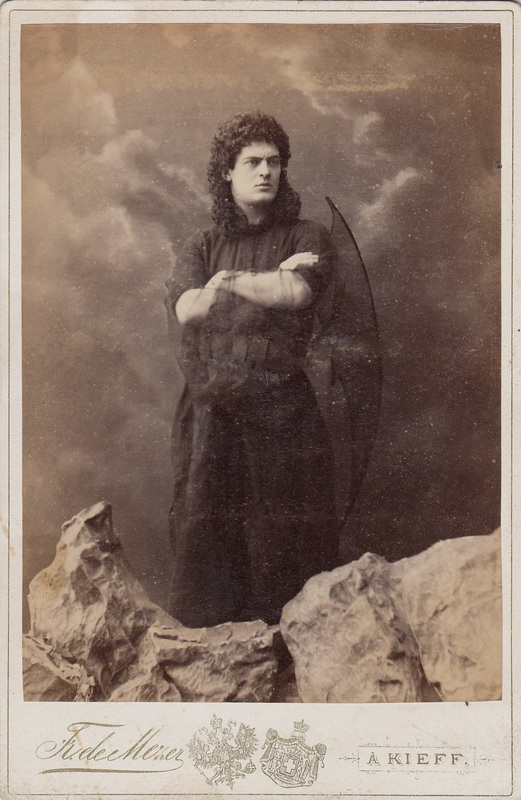
Joakim Tartakov
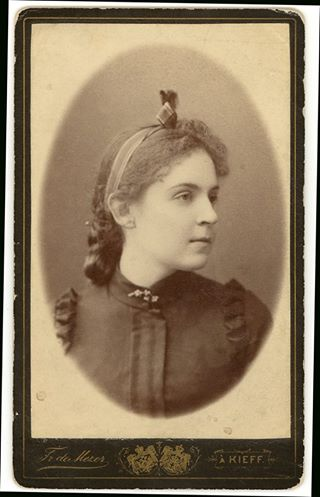
Oksana Stešenko
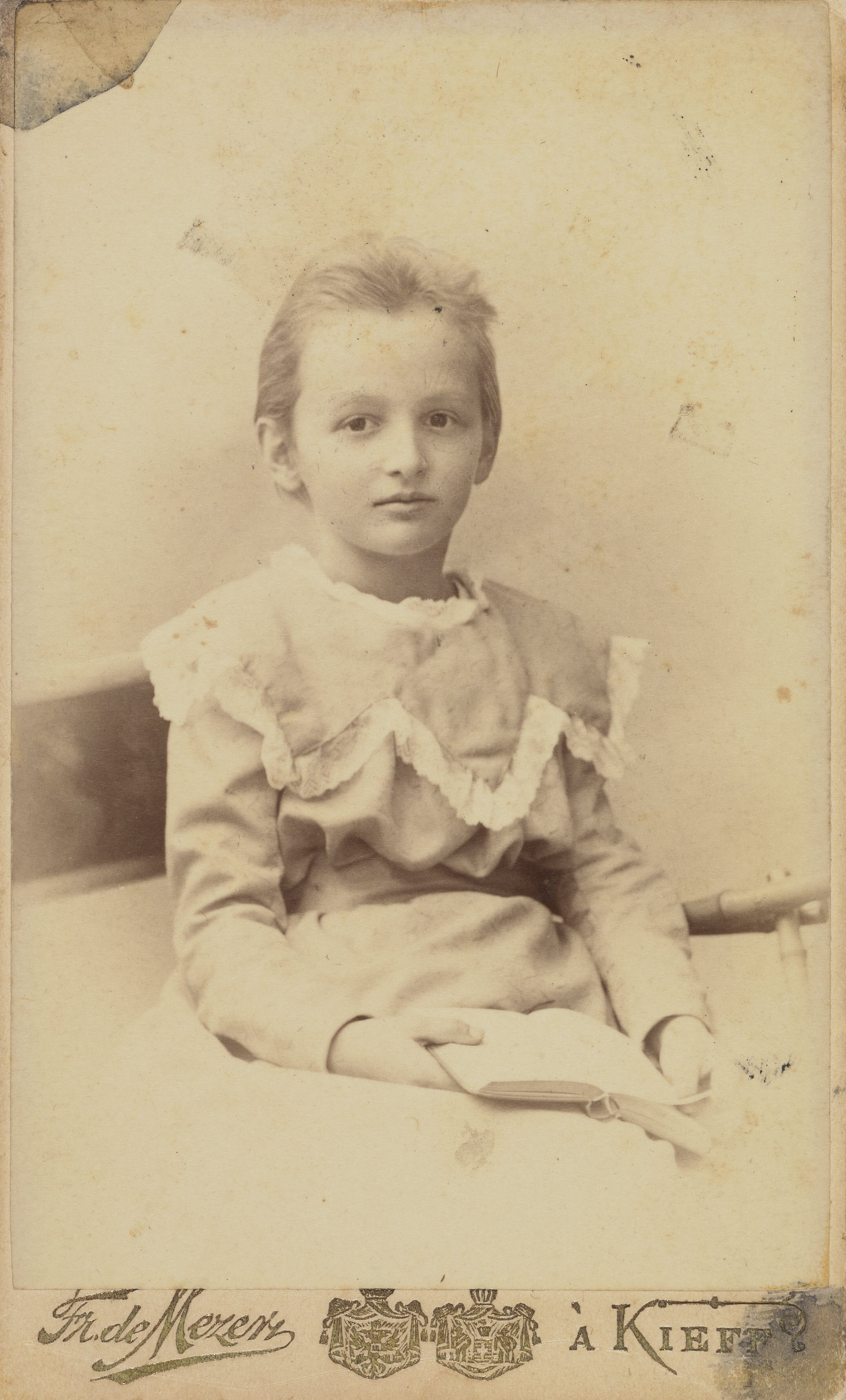
Jadwiga Zgórska
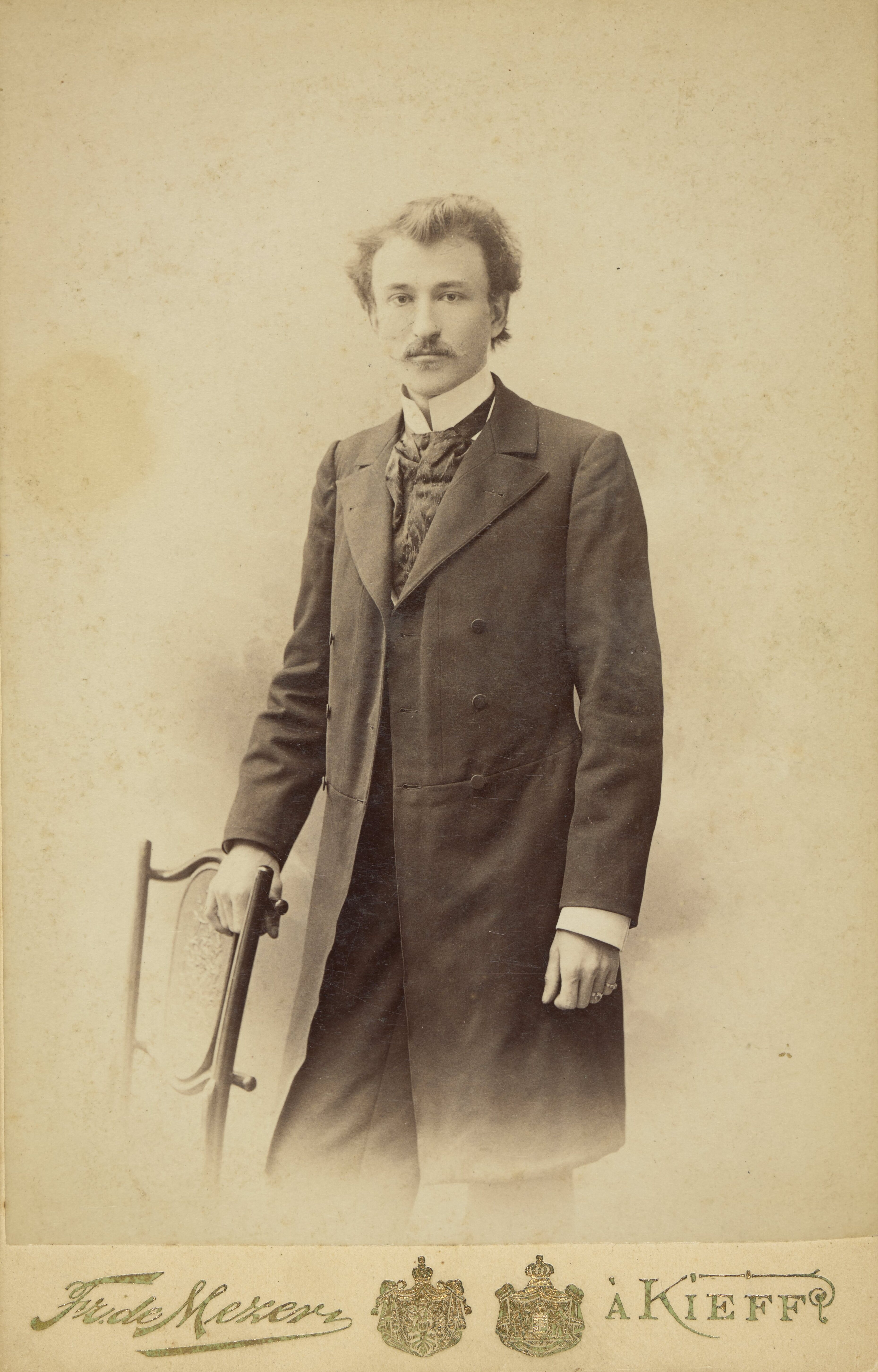
Jan Smólski